# Dax Shepard
Dax Randall Shepard (født 2. januar 1975) er en amerikansk skuespiller. Han er muligvis bedst kendt for sine roller i Without a Paddle, Employee of the Month og Idiocracy. Han har et diplom i antropologi fra University of California, Los Angeles.
Han havde i sommeren 2007 en affære med Kate Hudson og har kommet sammen med Kristen Bell siden slutningen af 2007 og blev forlovet med hende i februar 2010.

## Filmografi (udvalgt)
- Hairshirt (1998) som bit part
- Punk'd (Tv-serie) (2003) som Ashton Kutcher's minion (field agent)
- Cheaper by the Dozen (2003) som Camera Crew Member
- Without a Paddle (2004) som Tom Marshall
- Sledge: The Untold Story (2005) som SFX Coordinator
- Zathura (2005) som older Walter
- My Name Is Earl (Tv-serie) (2005)
- Employee of the Month (2006) som Vince Downey
- Idiocracy (2006) som Frito Pendejo
- Let's Go to Prison (2006) som John Lyshitski
- King of the Hill (Tv-serie) (2006)
- The Comebacks (2007) som the hometown Sheriff
- Baby Mama (2008) som Carl
- Smother (2008) som Noah Cooper
- Confessions of an Action Star (2008) som Bucky
- Boobies in Space (2008) som Joey the Plumber in Space
- Old Dogs (2009) som Trent Rice
- Robot Chicken (2009) adskillige stemmer
- Parenthood (2010) tv-serie
- When in Rome (2010) som Gale